# Taariq Fielies
Taariq Fielies (sinh ngày 21 tháng 6 năm 1992 ở Cape Town) là một cầu thủ bóng đá người Nam Phi, hiện tại thi đấu ở vị trí hậu vệ cho đội bóng Nam Phi Cape Town City ở South African Premier League.

## Sự nghiệp câu lạc bộ
Sau khi thi đấu cho Salt River FC và Rygersdal FC vào thời trẻ, anh gia nhập Ajax Cape Town năm 2009. Anh có màn ra mắt cho đội một trong chiến thắng trên sân nhà (1–0) trước Maritzburg United vào ngày 7 tháng 12 năm 2012 khi thay cho Matthew Booth ở phút 64.

## Thống kê sự nghiệp
Tính đến 29 tháng 1 năm 2013
| Câu lạc bộ     | Giải vô địch          | Mùa giải            | Giải vô địch | Giải vô địch | Cúp     | Cúp       | Châu lục | Châu lục  | Khác    | Khác      | Tổng cộng | Tổng cộng |
| Câu lạc bộ     | Giải vô địch          | Mùa giải            | Số trận      | Bàn thắng    | Số trận | Bàn thắng | Số trận  | Bàn thắng | Số trận | Bàn thắng | Số trận   | Bàn thắng |
| -------------- | --------------------- | ------------------- | ------------ | ------------ | ------- | --------- | -------- | --------- | ------- | --------- | --------- | --------- |
| Ajax Cape Town | Premier Soccer League | 2012–13             | 1            | 0            | 0       | 0         | 0        | 0         | -       | -         | 1         | 0         |
| Ajax Cape Town | Premier Soccer League | Tổng cộng sự nghiệp | 1            | 0            | 0       | 0         | 0        | 0         | -       | -         | 1         | 0         |